# Gang (maaltijd)
Een gang duidt een deel van een diner aan. Zo kan een diner worden opgesplitst in meerdere gangen. 
Deze gangen worden volgens inzicht van bijvoorbeeld een chef-kok zodanig gerangschikt dat zij uiteindelijk als één gastronomisch geheel een maaltijd vormen. De gangen verschillen doorgaans in omvang, bereidingswijze, kleur en ingrediënten. De gewoonte om het eten niet allemaal tegelijk maar na elkaar op te dienen ontstond rond 1800 en heet wel de service à la russe.
De gangen samen vormen een menu dat eventueel op een menukaart wordt weergegeven.
Een diner bestaat vaak uit drie gangen. Een voorbeeld van een driegangendiner is
1. Voorgerecht: groentesoep
2. Hoofdgerecht: kip met aardappels en sperziebonen
3. Nagerecht: ijs

Een gang kan bestaan uit diverse onderdelen - zoals hierboven de kip met de aardappels en de sperziebonen.

## Benamingen van gangen
Voor het samenstellen van een meergangenmaaltijd wordt wel het volgende menuschema van zeventien gangen gebruikt, waarbij het aantal en de volgorde van de hoofd- en tussengerechten kan variëren..
Voorgerechten
1. Koud voorgerecht
2. Soep
3. Warm voorgerecht

Hoofd- en tussengerechten
1. Hoofdgerecht van vis
2. Hoofdgerecht van vlees
3. Warm tussengerecht
4. Koud tussengerecht
5. Groenteschotel
6. IJsdrank
7. Gebraad (bijvoorbeeld wild of gevogelte)

Nagerechten
1. Kaas
2. Warm zoet nagerecht
3. Koud zoet nagerecht
4. IJs
5. Gebak
6. Vruchten
7. Koffie met iets eetbaars

Op basis van dit schema kan een maaltijd worden opgebouwd, te beginnen met het standaardmenu van voor-, hoofd- en nagerecht, eventueel tot 5, 8 of meer gangen.
Aan de individuele gangen van een maaltijd kunnen bijgerechten worden toegevoegd.
Soms bevat een maaltijd een aperitief of een amuse, die net als koffie niet altijd als aparte gang worden beschouwd. 